# Calcutta (Taxi Taxi Taxi)
Calcutta (Taxi Taxi Taxi) är en sång som Dr. Bombay hade en stor hit med 1998. Låten låg på Trackslistan samma år och handlar om Dr. Bombays karriär som taxichaufför i Calcutta.
Den ingår också i videospelsserien Beatmania IIDX.

## Låtlista

### Maxi-CD, släppt 7 september 1998
1. Calcutta (originalversion) - 3:20
2. Calcutta (utökad version) - 4:16
3. Calcutta (karaokeversion) - 3:18
4. Calcutta (alternativ mix) - 4:16

## Listplaceringar
| Lista (1998-1999) | Topplacering |
| ----------------- | ------------ |
| Norge             | 2            |
| Schweiz           | 35           |
| Sverige           | 1            |
| Österrike         | 31           |